# Vaxine
Vaxine Pty är ett australiskt läkemedelsföretag som utvecklar och tillverkar vacciner. 
Vaxine grundades 2002, baserat på en patenterad polysackaridbaserad adjuvans, vilken förstärker antikroppars och T-cellers immunsvar. 

## Coronavaccin
Vaxine Pty Ltd påbörjade i samarbete med Flinders University i början av juli 2020 en fas 1-studie av Covid-19-vaccinkandidaten Covax-19. I slutet av juli meddelade företaget att fas 2-studier skulle påbörjas inom några veckor.